# Frese & Co.
Frese & Co. (russisch Фрезе и К°) war ein russischer Hersteller von Automobilen und Lastkraftwagen.

## Unternehmensgeschichte

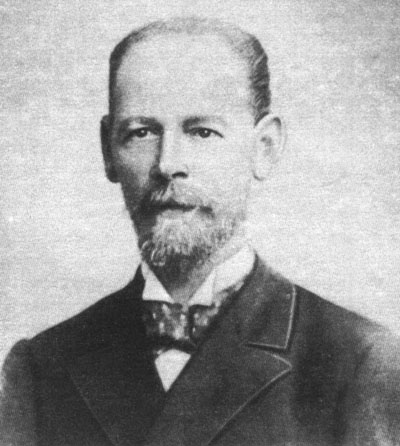
Pjotr Alexandrowitsch Frese

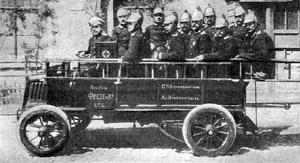
Frese-Feuerwehrwagen von 1904

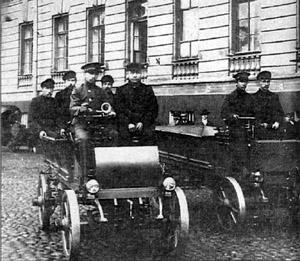
Frese-Lastwagen von 1904

Pjotr Alexandrowitsch Frese (1844–1918) gründete 1874 ein Unternehmen zur Herstellung von Pferdekutschen. 1876 wurde das Unternehmen mit der Pferdekutschen-Werkstatt von Karl Nellis zusammengelegt. Die neue Firma nannte sich Nellis und Frese. 1893 wurde die Firma in Frese & Co. umbenannt. Ab 1. Dezember 1899 wurde die Firma in eine Aktiengesellschaft umgewandelt.
1896 kam es in Zusammenarbeit mit Jewgeni Alexandrowitsch Jakowlew zum Bau des ersten russischen Automobils, des Jakowlew & Frese. 1902 begann die Produktion von Automobilen mit dem Markennamen Frese. 1904 endete die Automobilproduktion. Eine andere Quelle gibt die Bauzeit der Personenwagen mit 1900 bis 1908 und die der Nutzfahrzeuge bis 1914 an. Als Karosseriehersteller existierte das Unternehmen noch nach 1904.

## Fahrzeuge

### Personenwagen
Das Unternehmen stellte nur einen Personenwagentyp her. Für den Antrieb sorgte ein Einzylindermotor von De Dion-Bouton. Der Motor leistete aus 864 cm³ Hubraum 8 PS. Das Leergewicht war mit 600 kg angegeben. Die offene Karosserieform Tonneau bot Platz für vier Personen. 1903 erfolgten Versuche mit Elektrofahrzeugen.

### Nutzfahrzeuge
Die Lastkraftwagen mit einer Tonne Nutzlast wurden ebenfalls von einem Einbaumotor von De Dion-Bouton angetrieben. Die Motorleistung ist mit wahlweise 6 oder 8 PS angegeben. Bei einem Radstand von 222 cm betrug die Fahrzeuglänge 320 cm und die Fahrzeughöhe 162 cm. Hiervon entstanden 20 Exemplare. 1902 nahmen vier dieser Fahrzeuge an Kriegsmanövern bei Kursk teil. Außerdem entstand 1903 auf einem Nutzfahrzeugfahrgestell ein Charabanc, ein offener Bus.